# Bathonien
| Systeem                              | Serie           | Etage         | Ouderdom (Ma) |
| ------------------------------------ | --------------- | ------------- | ------------- |
| Krijt                                | Vroeg           | Berriasien    | Jonger        |
| Jura                                 | Boven (Malm)    | Tithonien     | 145,0–152,1   |
| Jura                                 | Boven (Malm)    | Kimmeridgien  | 152,1–157,3   |
| Jura                                 | Boven (Malm)    | Oxfordien     | 157,3–163,5   |
| Jura                                 | Midden (Dogger) | Callovien     | 163,5–166,1   |
| Jura                                 | Midden (Dogger) | Bathonien     | 166,1–168,3   |
| Jura                                 | Midden (Dogger) | Bajocien      | 168,3–170,3   |
| Jura                                 | Midden (Dogger) | Aalenien      | 170,3–174,1   |
| Jura                                 | Onder (Lias)    | Toarcien      | 174,1–182,7   |
| Jura                                 | Onder (Lias)    | Pliensbachien | 182,7–190,8   |
| Jura                                 | Onder (Lias)    | Sinemurien    | 190,8–199,3   |
| Jura                                 | Onder (Lias)    | Hettangien    | 199,3–201,3   |
| Trias                                | Boven           | Rhaetien      | Ouder         |
| Indeling van het Jura volgens de ICS |                 |               |               |

Het Bathonien (Vlaanderen: Bathoniaan) is een tijdsnede in het Midden-Jura. Het heeft een ouderdom van 168,3 ± 1,3 tot 166,1 ± 1,2 Ma. In de stratigrafie wordt het Bathonien gezien als een etage van deze ouderdom. Het komt na/op het Bajocien en na het Bathonien komt het Callovien.

## Naamgeving en definitie
De naam Bathonien is afgeleid van de Engelse plaats Bath.

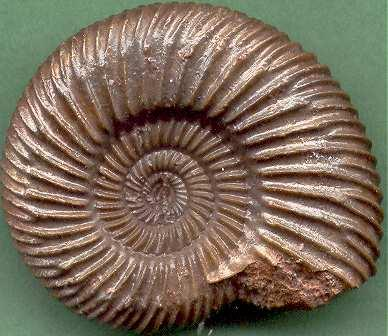
Parkinsonia ammoniet

De basis van het Bathonien wordt gedefinieerd door het eerste voorkomen van de ammoniet Parkinsonia (G.) convergens. De top wordt gedefinieerd door het eerste voorkomen van het ammonietengeslacht Kepplerites.
In Zuid- en Midden-Europa wordt het Bathonien gekenmerkt door kalksteenafzettingen, die rijk zijn aan fossielen van ongewervelden.